# Cnemidolestidae
Cnemidolestidae – wymarła rodzina owadów z rzędu Cnemidolestodea. W zapisie kopalnym znane są od pensylwanu w karbonie do cisuralu w permie. Ich skamieniałości znajdowane się na terenie Eurazji, obu Ameryk i Madagaskaru.
Owady te miały stosunkowo małą prognatyczną głowę z dużymi oczami złożonymi i pozbawioną przyoczek. Dość małe przedplecze miało obrys kwadratu lub podłużnego prostokąta. Odnóża miały stopy z dużym arolium i bez przylg. Przednie skrzydło cechował brak płata kostalnego, zwykle brak żyłki kostalnej w pole prekostalnym, zakończona na żyłce radialnej żyłka subkostalna, sektor radialny biorący swój początek za nasadową ⅓ skrzydła, s-kształtna i podzielona na dwa grzebieniaste trzony przednia żyłka kubitalna oraz żyłka medialna podzielona na przednią i tylną w nasadowej ⅓ skrzydła.

## Taksonomia
Takson ten wprowadzony został w 1906 roku przez Antona Handlirscha. W 1937 autor ów umieścił tę rodzinę we własnym rzędzie Cnemidolestodea. Martynow w 1938 sklasyfikował ją natomiast w nadrodzinie Cnemidolestoidea w rzędzie  Paraplecoptera, a Aleksandr Szarow w 1962 przeniósł ją do Geraridea, również w obrębie Paraplecoptera. W 1980 Aleksandr Rasnicyn umieścił ją w rzędzie Geraridea, w 1992 Frank Morton Carpenter w rzędzie Protorthoptera, a w 2003 Hamilton znów w monotypowym rzędzie Cnemidolestodea, który w 2014 zrewidował Danił Aristow. Rodziny Aetophlebiidae i Narkeminidae zostały w 2002 zsynonimizowane przez Aleksandra Rasnicyna z Ishnoneuridae (rząd Hypoperlida), ale w 2014 Danił Aristow przeniósł ich rodzaje typowe do Cnemidolestidae, w związku z czym stały się synonimami tejże rodziny.
Po rewizji Aristowa z 2014 należą tu następujące rodzaje:

- †Aetophlebia Scudder, 1885
- †Amphiboliacridites Langiaux et Parriat, 1974
- †Anarkemina Aristov, 2014
- †Argentinonarkemina Martins-Neto, Gallego et Brauckmann, 2007
- †Bouleites Lameere, 1917
- †Carbonokata Aristov, 2013
- †Cnemidolestes Handlirsch, 1906
- †Evenkiophlebia Aristov, 2013
- †Irajanarkemina Martins-Neto, Gallego et Brauckmann, 2007
- †Narkema Handlirsch, 1911
- †Narkemina Martynov, 1930
- †Narkeminopsis Whalley, 1979
- †Narkeminuta Aristov, 2013
- †Narkemulla Aristov, 2013
- †Paranarkemina Pinto et Ornellas, 1980
- †Protodiamphipnoa Brongniart, 1885
- †Tshunoptera Aristov, 2013
- †Velizphlebia Martins-Neto, Gallego et Brauckmann, 2007